# B1 (формат файлу)
B1 — відкритий формат архівних файлів, який підтримує стиснення та архівування даних. Файли B1 використовують розширення назви файлу «.b1» або «.B1» та тип медіа MIME application/x-b1. B1 включає алгоритм стиснення LZMA. Архів B1 об'єднує кілька файлів і папок в один або кілька томів, за бажанням додаючи стиснення та шифрування. Побудова архіву B1 включає створення двійкового потоку записів та побудову томів цього потоку. Формат архіву B1 підтримує шифрування AES-256 на основі пароля. Файли B1 створюють та відкривають за допомогою засобу B1 Pack Tool з відкритим кодом, а також утиліти B1 Free Archiver.

## Проєкт B1 Pack
B1 Pack — програмний проєкт з відкритим кодом, зорієнтований на створення кросплатформного інструменту командного рядка та бібліотеки Java для створення та розпакування файлових архівів у форматі B1. Сирцевий код проєкту опубліковано на GitHub. Проєкт B1 Pack випущено під ліцензією Apache. З модуля B1 Pack Tool збирається один виконуваний JAR-файл, який може створювати, переглядати та розпакувати архівні файли B1 з інтерфейсу командного рядка.

## Особливості формату B1
- Підтримка для імен файлів у архіві кодування Юнікод.
- Архіви та файли всередині них можуть бути будь-якого розміру.
- Підтримка багатотомних архівів.
- Перевірка цілісності за допомогою алгоритму Adler-32[en].
- Стиснення даних за допомогою алгоритму LZMA.
- Підтримує шифрування за допомогою алгоритму AES.

## Функції API
- Безпосереднє створення архіву без читання / запису у файлову систему.
- Створення лише діапазону байтів архіву, наприклад, для відновлення завантаження.
- Потокове передавання архівного вмісту без попереднього знання всіх упаковуваних файлів.